# Seymour Rexite
Seymour Rexite, właściwie Seymour Rechtzeit (ur. 18 stycznia 1908 w Piotrkowie Trybunalskim, zm. 14 października 2002 w Nowym Jorku) – żydowski aktor i śpiewak. 
W 1920 wraz z ojcem i starszym bratem Jackiem Rechtzeitem – aktorem i tekściarzem, wyemigrował do Stanów Zjednoczonych. Kwoty imigracyjne uniemożliwiły jego matce i siostrom wyjazd do USA.
Rexite, znany był z wysokiego, słodkiego głosu tenorowego. Wykonywał tłumaczenia muzyki pop na jidysz, jak również piosenki napisane po polsku. W 1943 poślubił aktorkę Miriam Kressin, z którą był związany do jej śmierci w 1996. Nie mieli dzieci.

## Wybrana filmografia
- 1930: My Jewish Mother jako Seymour Rabinowitz
- 1930: Eternal Fools jako syn
- 1933: Live and Laugh
- 1935: Shir Hashirim
- 1940: The Jewish Melody
- 1940: Motel the Operator jako Jacob 'Jack' Rosenwald
- 1940: Her Second Mother jako Nathan Field
- 1950: Monticello, Here We Come